# George Beranger

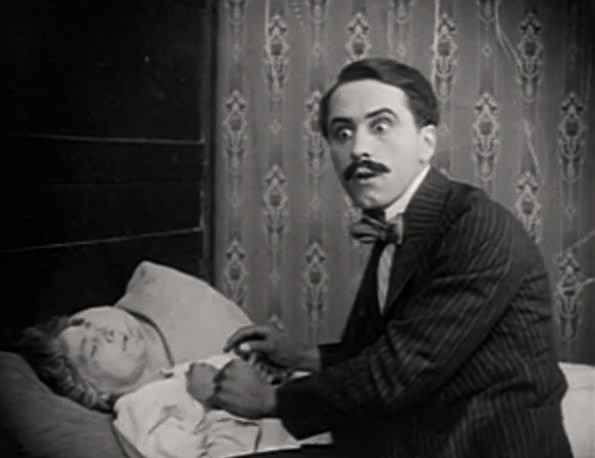
Beranger en Flirting with Fate (1916)

George Beranger (27 de marzo de 1893 - 8 de marzo de 1973) fue un actor y director teatral y cinematográfico australiano, cuya carrera transcurrió en Hollywood, Estados Unidos.

## Biografía
Nacido en Sídney, Australia, su nombre completo era George Augustus Beringer. Era el más joven de los cinco hijos de Caroline Mondientz y Adam Beringer, a instalador de motores alemán. Su madre se suicidó cuando él tenía tres años de edad, y Beranger dejó su casa a los 14. Estudió interpretación en el College of Elocution and Dramatic Art fundado por el actor escocés Walter Bentley.
Beranger empezó a interpretar papeles de Shakespeare a los dieciséis años de edad con la compañía Walter Bentley Players, emigrando a California, Estados Unidos, en 1912, iniciándose allí en la industria del cine mudo producido en Hollywood. Según fuentes, él se "reinventó a sí mismo en Hollywood, afirmando tener ascendencia francesa, nacer en un buque francés en la costa australiana, y haberse educado en París." Beranger actuó con los nombres artísticos de George Alexandre Beranger y André de Beranger.
En los años 1920 ya era considerado una estrella, y actuaba en películas de Ernst Lubitsch y D. W. Griffith. Además, dirigió diez filmes rodados entre 1914 y 1924. En total, Beranger actuó en más de 140 filmes entre 1913 y 1950. Sin embargo, su carrera perdió importancia en los años 1930, tras la Gran Depresión y la llegada del cine sonoro. A partir de entonces sus papeles eran cortos y a menudo sin reflejarse en los créditos. Para complementar sus ingresos trabajó como dibujante para el ayuntamiento de Los Ángeles, debiendo vender sus grandes propiedades e ir a vivir a una modesta casa en Laguna Beach (California).
Beranger se retiró del mundo del espectáculo en 1952, viviendo sus últimos años prácticamente recluido. George Beranger fue encontrado muerto en su casa el 8 de marzo de 1973, aparentemente por causas naturales.

## Filmografía

### Actor (selección)
- 1913 : Almost a Wild Man, de Dell Henderson
- 1913 : The Adopted Brother, de Christy Cabanne y D. W. Griffith
- 1914 : La conciencia vengadora, de D. W. Griffith
- 1914 : Bill's Job, de Edward Dillon
- 1914 : Hogar, dulce hogar, de D. W. Griffith

- 1915 : The Absentee, de Christy Cabanne
- 1915 : Bred in the Bone, de Paul Powell
- 1915 : El nacimiento de una nación, de D. W. Griffith
- 1916 : The Good Bad Man, de Allan Dwan
- 1916 : Pillars of Society, de Raoul Walsh
- 1916 : The Family Secret, de William Worthington
- 1916 : Intolerancia, de D. W. Griffith
- 1916 : Flirting with Fate, de Christy Cabanne
- 1917 : A Love Sublime, de Tod Browning y Wilfred Lucas
- 1917 : A Daughter of the Poor, de Edward Dillon
- 1917 : Those Without Sin, de Marshall Neilan
- 1917 : Time Locks and Diamonds, de Walter Edwards
- 1917 : The Spotted Lily, de Harry Solter
- 1918 : Sandy, de George Melford
- 1919 : Lirios rotos, de D. W. Griffith
- 1923 : Ashes of Vengeance, de Frank Lloyd
- 1923 : The Leopardess, de Henry Kolker
- 1923 : Tiger Rose, de Sidney Franklin
- 1923 : The Bright Shawl, de John S. Robertson
- 1923 : Mama Loves Papa, de Norman Z. McLeod
- 1923 : The Man Life Passed By, de Victor Schertzinger
- 1924 : Beau Brummel, de Harry Beaumont
- 1924 : Poisoned Paradise, de Louis Gasnier
- 1924 : His Hour,  de King Vidor
- 1925 : Are Parents People ?, de Malcolm St. Clair
- 1925 : Confession of a Queen, de Victor Sjöström
- 1925 : Beauty and the Bad Man, de William Worthington
- 1926 : The Eagle of the Sea, de Frank Lloyd
- 1926 : Fig Leaves, de Howard Hawks
- 1926 : The Bat, de Roland West
- 1926 : The Grand Duchess and the Waiter, de Malcolm St. Clair
- 1926 : Miss Brewster's Millions, de Clarence G. Badger
- 1926 : So This is Paris, de Ernst Lubitsch
- 1926 : The Lady of the Harem, de Raoul Walsh
- 1927 : Altars of Desire, de Christy Cabanne
- 1927 : If I Were Single, de Roy Del Ruth
- 1927 : Paradise for Two, de Gregory La Cava
- 1927 : The Small Bachelor, de William A. Seiter
- 1928 : Powder My Back, de Roy Del Ruth
- 1929 : Stark Mad, de Lloyd Bacon
- 1929 : Glad Rag Doll, de Michael Curtiz
- 1930 : Lilies of the Field, de Alexander Korda
- 1930 : The Boudoir Diplomat, de Malcolm St. Clair
- 1931 : Annabelle's Affairs, de Alfred L. Werker
- 1931 : Three Girls Lost, de Sidney Lanfield
- 1931 : The Age for Love, de Frank Lloyd
- 1931 : Surrender, de William K. Howard
- 1934 : Young and Beautiful, de Joseph Santley
- 1935 : Clive of India, de Richard Boleslawski
- 1935 : Gold Diggers of 1935, de Busby Berkeley
- 1935 : Dangerous, de Alfred E. Green
- 1936 : Anything Goes, de Lewis Milestone
- 1936 : King of Hockey, de Noel M. Smith
- 1936 : The Story of Louis Pasteur, de William Dieterle
- 1936 : The Big Noise, de Frank McDonald
- 1936 : Los muertos andan, de Michael Curtiz
- 1937 : Café Metropole, de Edward H. Griffith
- 1938 : The Lone Wolf in Paris, de Albert S. Rogell
- 1941 : She Knew All the Answers, de Richard Wallace
- 1942 : Over My Dead Body, de Malcolm St. Clair
- 1945 : Saratoga Trunk, de Sam Wood
- 1945 : The Spider, de Robert D. Webb
- 1947 : The Shocking Miss Pilgrim, de George Seaton
- 1947 : Nightmare Alley, de Edmund Goulding
- 1948 : IUnfaithfully Yours, de Preston Sturges
- 1948 : Road House, de Jean Negulesco
- 1948 : Cry of the City, de Robert Siodmak
- 1949 : The Fan, de Otto Preminger
- 1950 : Wabash Avenue, de Henry Koster

### Director (íntegra)
- 1914 : Baby's Ride, con Wallace Reid
- 1915 : Brauch Number Thirty-Seven
- 1915 : The Double Crossing of Slim, con Elmo Lincoln
- 1920 : A Manhattan King, con George Walsh
- 1920 : Uncle Sam of Freedom Ridge, con Paul Kelly
- 1920 : Number Seventeen, con George Walsh
- 1921 : Burn 'Em Up Barnes, codirigido con Johnny Hines, con Edmund Breese, George Fawcett y Richard Thorpe
- 1922 : Sinister Street, con John Stuart y Roger Tréville
- 1922 : Was She Guilty?, con Gertrude McCoy y William Freshman
- 1924 : Western Luck, con Buck Jones y J. Farrell MacDonald